# Airbus Group
Airbus SE (ранее «Европейский аэрокосмический и оборонный концерн» — англ. European Aeronautic Defence and Space Company, сокр. EADS) — крупнейшая европейская корпорация аэрокосмической промышленности. Официально зарегистрированная в Амстердаме, корпорация имеет штаб-квартиры, расположенные в Париже (Франция) и в Оттобрунне (к югу от Мюнхена в Германии).
В списке крупнейших публичных компаний мира Forbes Global 2000 за 2022 год Airbus SE заняла 122-е место. По объёму продаж продукции военного назначения (на которую приходится 18 % выручки) компания в 2021 году занимала 15-е место в мире.

## История
Компания основана 10 июля 2000 года слиянием
немецкой компании Daimler-Benz Aerospace AG,
французской Aérospatiale-Matra и
испанской CASA (Construcciones Aeronáuticas SA).
В июне 2011 года (сделка была завершена 1 июля) дочерняя компания EADS, Eurocopter, за 647 млн долл. приобрела канадскую компанию по ремонту и обслуживанию авиатехники Vector Aerospace.
1 августа 2011 года стало известно о том, что дочерняя компания EADS, компания Astrium, договорилась о приобретении у французского инвестиционного фонда Apax France за 960 млн долл. компании Vizada — одного из важнейших мировых операторов спутниковой связи с 220 тыс. абонентов.
31 июля 2013 году EADS объявила о переименовании в Airbus group и реструктуризации.
В январе 2020 года было объявлено о том, что компания заплатит 3,6 млрд евро штрафа контролирующим органам Франции (Parquet national financier, 2,1 млрд евро), Великобритании (Serious Fraud Office, 1 млрд евро) и США (Министерству юстиции и Государственному департаменту, 500 млн евро). Обвинения против Airbus касались дачи взяток, отмыванию денег, фальсификации финансовой отчётности и торговли оружием в обход санкций (в частности продажу истребителей Ливии).

## Собственники и руководство
Основными акционерами компании на 2007 год были правительство Франции и французский концерн Lagardere — 27,53 % акций, компания Daimler AG — 22,52 %, испанский государственный холдинг SEPI — 5,46 %, российский государственный Внешэкономбанк — 5,02 %, остальные акции распределены между менеджментом, инвестиционными фондами и торгуются на европейских биржах..
На конец 2021 года основными акционерами были SOGEPA (французская госкомпания, 11 %), GZBV (немецкая госкомпания, 11 %), SEPI (испанская госкомпания, 4 %). Остальные акции котируются на фондовых биржах Парижа, Франкфурта, Мадрида, Барселоны, Валенсии и Бильбао.
- Рене Оберманн (René Obermann) — председатель совета директоров с 2018 года. Также является управляющим директором немецкого филиала международной инвестиционной компании Warburg Pincus[англ.] и вице-председателем интернете компании Ionos.
- Гийом Форм (Guillaume Faury) — главный исполнительный директор с апреля 2019 года. Также президент дочерней компании Airbus SAS и член совета директоров страховой компании AXA. Большая часть карьеры проходила в Eurocopter[2].

## Деятельность
EADS является второй в мире по величине аэрокосмической компанией (после концерна Boeing). EADS также является и вторым в Европе производителем вооружения и военной техники (после компании BAE Systems). Компания разрабатывает, производит и продаёт гражданские и военные самолёты, ракеты-носители и связанные с ними системы.
Подразделения по состоянию на 2021 год:
- Airbus — производство коммерческих самолётов, в 2021 году было поставлено 611 авиалайнеров (A220 — 50, A320 — 483, A330 — 18, A350 — 55, A380 — 5); выручка 36,2 млрд евро.
- Airbus Helicopters — производство вертолётов (модели H125, H130, H135, H145, H160, H175, H215, H225, NH90, Tiger), в 2021 году поставки составили 338 вертолёта; выручка 6,5 млрд евро.
- Airbus Defence and Space — производство военных самолётов (Eurofighter Typhoon, A400M, A330 MRTT, C-295, беспилотников, ракет и космических аппаратов, услуги в сферах информационных технологий и кибербезопасности; выручка 10,2 млрд евро.

Основными регионами по доле в выручке являются Европа (37 %), Азиатско-Тихоокеанский регион (31 %) и Северная Америка (20 %).
Airbus — один из главных участников строительства Международной космической станции, его подразделение EADS SPACE Transportation отвечает за лабораторный модуль «Колумбус» и за создание и выведение на орбиту первого европейского беспилотного грузового корабля ATV.
В декабре 2007 года ЗАО «Космотрас» вывело на орбиту спутник дистанционного зондирования Земли TEOS для Агентства геоинформации и развития космических технологий Королевства Таиланд (Geo-informatics and Space Technology Development Agency, GISTDA). Спутник был изготовлен на мощностях EADS Astrium в Тулузе, и именно европейцы выступили в роли заказчика пусковой услуги для GISTDA.
30 ноября 2009 года в Санкт-Петербурге закончились приемочные испытания тренажёра скоростного электропоезда «Сапсан», плода совместных усилий EADS и Krauss-Maffei Wegmann по заказу Российских железных дорог. Тренажер предназначен для обучения и целенаправленных упражнений машинистов скоростного движения. В наземной транспортной системе России это первый тренажёр с новейшим программным обеспечением и системой имитации движения.
|                     | 2001…  | 2006…  | 2012  | 2013  | 2014  | 2015  | 2016  | 2017  | 2018  | 2019   | 2020   | 2021  |
| ------------------- | ------ | ------ | ----- | ----- | ----- | ----- | ----- | ----- | ----- | ------ | ------ | ----- |
| Оборот              | 30,80… | 39,43… | 56,48 | 59,26 | 60,71 | 64,45 | 66,58 | 66,77 | 63,71 | 70,48  | 49,91  | 52,15 |
| Чистая прибыль      | 1,372… | 0,115… | 1,198 | 1,475 | 2,350 | 2,698 | 1,000 | 2,877 | 3,011 | -1,325 | -1,169 | 4,174 |
| Активы              | 48,72… | 72,14… | 92,12 | 93,31 | 96,10 | 106,7 | 111,1 | 113,9 | 115,2 | 114,4  | 110,1  | 107,0 |
| Собственный капитал | 9,877  | 13,15… | 10,42 | 11,05 | 7,079 | 5,973 | 3,652 | 13,35 | 9,719 | 5,990  | 6,456  | 9,486 |

## Дочерние компании
Основные дочерние компании и совместные предприятия по состоянию на 2021 год:
- Airbus Defence and Space GmbH (Германия)
  - Eurofighter GmbH (46 %, Германия)
- Airbus Defence and Space Limited (Великобритания)
- Airbus Defence and Space, S.A. (Испания)
- Airbus SAS (Франция)
  - Airbus DS Holding SAS (Франция)
    - MBDA (Франция, 37,5 %)
    - ArianeGroup[англ.] (Франция, 50 %)

  - Airbus Operations SAS (Франция)
  - ATR GIE (Франция, 50 %)
  - Airbus Atlantic (Франция)
  - Airbus Canada Limited Partnership (Канада, 75 %)
  - Airbus Americas, Inc. (США)
  - Airbus Helicopters (Франция)
- Premium Aerotec GmbH (Германия)